# Corte (Francia)
Corte (in còrso Corti) è un comune francese situato nel dipartimento dell'Alta Corsica nella regione della Corsica, sede di sottoprefettura dipartimentale (arrondissement di Corte).
Principale centro abitato dell'entroterra dell'isola, Corte è la capitale storica e culturale della Corsica. Fu infatti scelta come capitale della Repubblica Corsa da Pasquale Paoli ereditando così il titolo di "città paolina". Dal 1981 è attiva in città l'università della Corsica mentre nella cittadella di Corte, dal 1997, è ospitato il museo della Corsica.

## Geografia fisica
Corte è situata nel centro della Corsica, presso la confluenza della Restonica nel Tavignano. La cittadina è situata a 68 km a sud-ovest di Bastia e a 80 km a nord-est di Aiaccio.

## Storia
Corte fu nel XVIII secolo il centro politico dell'isola. Era l'ex capitale della Corsica quando era una Repubblica corsa indipendente. Sede del Palazzu Naziunale sotto Pascal Paoli, all'epoca già ospitava un'università, ancora oggi funzionante.
Giovanni della Grossa, che trasse notizie storiche sui primi giorni della Corsica, da chansons de geste o novelle, racconta che un cavaliere troiano chiamato Corso, figlio del duca Neupor, figlio egli stesso di Caro de Troie, re dei Troiani, divise tutta l'isola tra i quattro figli avuti da Sica, e suo nipote; fece re d'Ajaccio e di tutta l'isola il primogenito Aiazzo. “Aiazzo regnò quattordici anni e gli successe il figlio Corto; quest'ultimo costruì nel mezzo dell'isola, dandole il suo nome, il paese di Corte, per poter controllare più da vicino i signori particolari e mantenere la sua autorità su di essi. »
Durante la pace che seguì la seconda guerra punica, la Repubblica Romana e quella di Cartagine, che erano in tutto il loro splendore, rivendicarono entrambe il possesso della Corsica. Quattrocento cavalieri e seicento fanti per parte si scontrarono a Corte dove si trovava Brunoro, ultimo re di Corsica, con altri signori e un gran numero di abitanti dell'isola. Marco Vivolus combatté valorosamente e sconfisse Corsi e Cartaginesi.
La Corsica fu posseduta dai Romani fino all'anno di grazia 600, prima sotto la Repubblica, poi sotto l'Impero e infine sotto l'autorità della Chiesa. Fu in questo periodo che un discepolo di Maometto di nome Hali passò per la Corsica, in compagnia di Lancia Incisa, uomo di forza prodigiosa, spagnolo di nascita. Questi due uomini, l'uno con la predicazione e l'altro con l'armi, fecero tanto che alla fine scacciarono i Romani, si fecero padroni dell'isola e la convertirono alla fede maomettana. Lancia Incisa si fece re. I Mori occuparono la Corsica per centosessantasei anni sotto cinque re che si succedettero nel seguente ordine: Lanza Incisa, Musi, Ferrandino, Scalabro ed infine Hugolone che visse al tempo di Carlo Magno. Hugolone era a Corte quando seppe che il conte Ugo Colonna era sbarcato ad Aleria e l'aveva presa con le armi. Un combattimento in forma di sfida tra tre giovani mori e tre giovani romani si volse a vantaggio di questi ultimi. Chiuso ad Aleria, Ugo fece una sortita con il suo esercito schierato a battaglia. Sconfisse Hugolone, lo uccise più di quattrocento uomini e lo inseguì fino a Corte dove Hugolone si rinchiuse. Il conte Ugo stabilisce il suo accampamento nella piève di Venaco, in località detta Pieve vecchia. Hugolone finisce per lasciare Corte che ha lasciato a Cantabor, suo nipote. Ugo assediò il paese di Corte dal luglio al febbraio successivo. Durante l'inverno ha nevicato molto; gli assediati uscivano a prendere i mufloni che la neve obbligava a scendere nelle parti basse. Ugo, vedendo il paese quasi privo di abitanti, all'improvviso mandò via Bianco, suo figlio, il quale entrò in Corte e uccise Candabor. Ugo si impadronì così della città, la saccheggiò, scacciò la guarnigione, rovinò il castello e ridusse la popolazione in servitù. Costruì poi un palazzo, in località detta il Poggio (Poggio-di-Venaco), per farne la sua residenza.
“Dopo una battaglia, durante la quale Ugo Colonna mostrò molta cattiveria nei confronti dei combattenti di Nugulone che vengono presentati come coraggiosi e senza vizi, gli eserciti “moreschi” si rifugiano a Corte che resiste eroicamente a Ugo Colonna. I veri saraceni sarebbero senza dubbio fuggiti per mare; non avrebbero raggiunto le montagne! I Cavalieri prendono Corte, massacrano la popolazione, radono al suolo le case e intraprendono la costruzione del Palazzo de Poggio de Venaco”.
Ugo diede ad Amondo Nasica che lo aveva accompagnato nell'isola con Guido Savelli, Avoglino (o Giovellina) con tutto il bacino di Golo; è questo Amondo che ha dato il nome agli Amondaschi. Truffetta de Covasina andò ad attaccare gli Amondaschi a Talcini. Con l'aiuto di altre famiglie si impadronì di Corte che fortificò. Ma alla fine poté conservare di tutte le sue conquiste solo la predetta terra di Corte che donò al nipote Aldobrando, che fu ceppo dei signori Cortinesi.
Nel XIII secolo Castagniccia, le piève di Venaco e Talcini erano sotto il controllo dei Cortinchi. Guglielmo Cortinco dovette combattere famiglie di nobili divenuti forti e potenti, tra cui quella dei Tralonca in Talcini.
Secondo i cronisti, questi territori furono conquistati dagli Amondaschi. La rete di fortificazioni "Cuota - Riventosa - Tusani - Reio - Corte" costituisce una linea regolare nord-sud che taglia al centro il territorio. Ogni castello dista circa 2,5-3,5 km l'uno dall'altro. Nel 1289 tre di esse, Reio, Riventosa e Tusani, furono distrutte in tutto o in parte dall'esercito di Luchetto Doria, che era stato inviato nell'isola con il titolo di vicario generale del Comune e con la missione, di sottomettere il signori dell'isola.
1325-1326? - Genova interviene in Corsica che passa sotto la sua autorità. I governatori vengono inviati sull'isola. Galeazzo di Campo-Fregoso possedeva le fortezze di San Firenzo, Biguglia, Bastia e Corte.
1359 - Il territorio tra Brando e Aléria, Corte e il mare, che si è liberato dal giogo feudale, si allea con il comune di Genova.
1418 - I vescovi e gli altri oppositori dei genovesi avevano appena appreso dell'arrivo del conte Vincentello d'Istria quando ripresero le armi e si ritirarono a Corte. Di là mandarono a chiedere aiuto al conte; i nuovi avvenimenti avevano fatto dimenticare loro i vecchi rancori. Il Conte ordinò a Giovanni di continuare l'assedio di Cinarca, e si diresse verso Corte. Appena arrivato, fece costruire il castello, tuttora esistente, e ne affidò la cura a Bonristoro de Carpaggiuolo, che era della sua famiglia. Mentre il conte era a Corte, il genovese Piero Squarciafico passò da quella parte con forze considerevoli per assediarlo in quella città. Riposandosi a Tralonca, fu attaccato lì dal conte che divenne padrone di tutta En-Deça-des-Monts.
1420 - Vincentello insegue il governatore in Balagne dove viene battuto. Ritorna a Corte che viene assediata dal governatore.
1426 - Si tiene a Corte un sinodo provinciale. Vi prendono parte tutti i vescovi dell'isola, suffraganei, vicari, canonici, pievani, ed infine quasi tutto il clero. Inoltre, per ordine del conte Vincentello, allora signore della Corsica, parteciparono dalla loro parte tutti i signori, gentiluomini, caporali e altri principali abitanti dell'isola. Per ordine del papa, Vincentello era il protettore del sinodo per quanto riguarda le decisioni.
1436 - Paolo della Rocca viene proclamato conte di Corsica. Appena proclamato, Paolo andò prima a Corte che occupò. Poi, vedendosi improvvisamente abbandonato dai suoi partigiani, Paolo si accordò co' suoi avversari; consegnò loro Corte per duecento scudi e tornò alla sua signoria.
1437 - Due fratelli genovesi, Giovanni e Nicolò, figli del governatore Raffaello de Montalto, si impadroniscono di Bastia, Biguglia e Corte.
1438 - Tommasino de Campofregoso (?), doge di Genova, invia come governatore nell'isola il nipote Giano. Era appena arrivato che Giano gli fece dare Bastia, Biguglia e Corte senza incontrare alcuna resistenza. Janus ha cercato di fare amicizie potenti; si era avvicinato a Vincentello d'Istria e, per poter contare di più sulla sua fedeltà, gli donò il castello di Corte.
1444 - Quando il commissario Monaldo de Terrani si fu fatto signore del paese, ricevette la sottomissione di Vincentello e Francesco d'Istria, che gli consegnarono Corte.
1445 - Dopo che i caporali lo riconobbero come loro signore e condottiero, Rinuccio de Leca varcò i monti con molti partigiani, giunse a Corte dove si unì ai caporali e occupò il castello.
1456-1474 - Costruzione del convento di San Francesco de Corte da parte dei francescani, ordine mendicante che si era avvicinato per la prima volta all'isola nel XIII secolo quasi contemporaneamente da sud a Bonifacio (1215) e da nord a Nonza (1236).

### Simboli
Lo stemma attualmente in uso si blasona:
Il simbolo tradizionale di Corte si può ancora osservare sulla facciata di vecchi edifici e sulle fontane della città:

## Monumenti e luoghi d'interesse

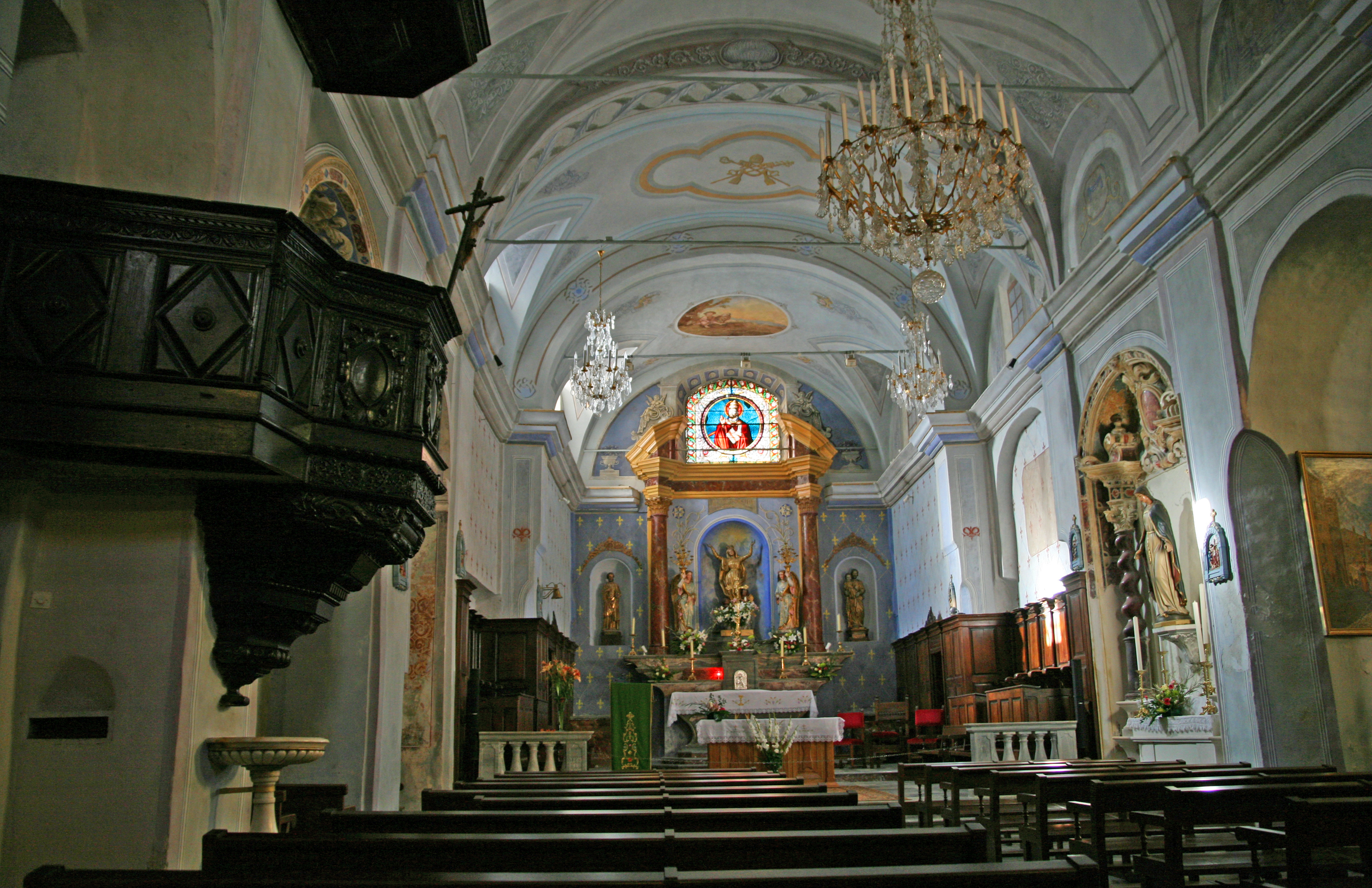
Interno della Chiesa dell'Annunciazione

- Cittadella, costruita nella prima metà del XV secolo da Vincentello d'Istria, è stata in seguito rimaneggiata ed adibita a differenti scopi.
- Chiesa dell'Annunciazione
- Chiesa di San Giovanni Battista
- Cappella di San Teofilo
- Cappella della Santa Croce, barocca.
- Palazzo Nazionale (Palazzu Naziunale in còrso), sede del governo della Repubblica corsa dal 1755 al 1769 e residenza di Pasquale Paoli. Dal 1765 al 1769 i suoi locali ospitarono anche l'università.
- Municipio
- Statua di Pasquale Paoli, del 1864 realizzata dallo scultore Victor Huguenin.

## Società

### Evoluzione demografica
Abitanti censiti

## Cultura

### Istruzione

#### Musei
- Museo della Corsica

#### Università
Corte è sede dell'Università della Corsica, fondata nel 1981.

### Cucina
Una tipica specialità cortenese è la falculella, un dolce preparato con brocciu, farina, tuorlo d'uovo, zucchero, scorza d'arancia e cotto su foglie di castagno.

## Infrastrutture e trasporti

### Strade
Corte è attraversata dalla RT 20, la principale strada della Corsica che unisce Bastia ad Aiaccio. Dalla cittadina parte anche la RT 50 che termina presso la località costiera di Aleria.

### Ferrovie
Corte è servita da una propria stazione ferroviaria posta lungo la ferrovia Bastia-Ajaccio.

## Amministrazione

### Gemellaggi
- Nuoro, dal 2006